# Trải bàn

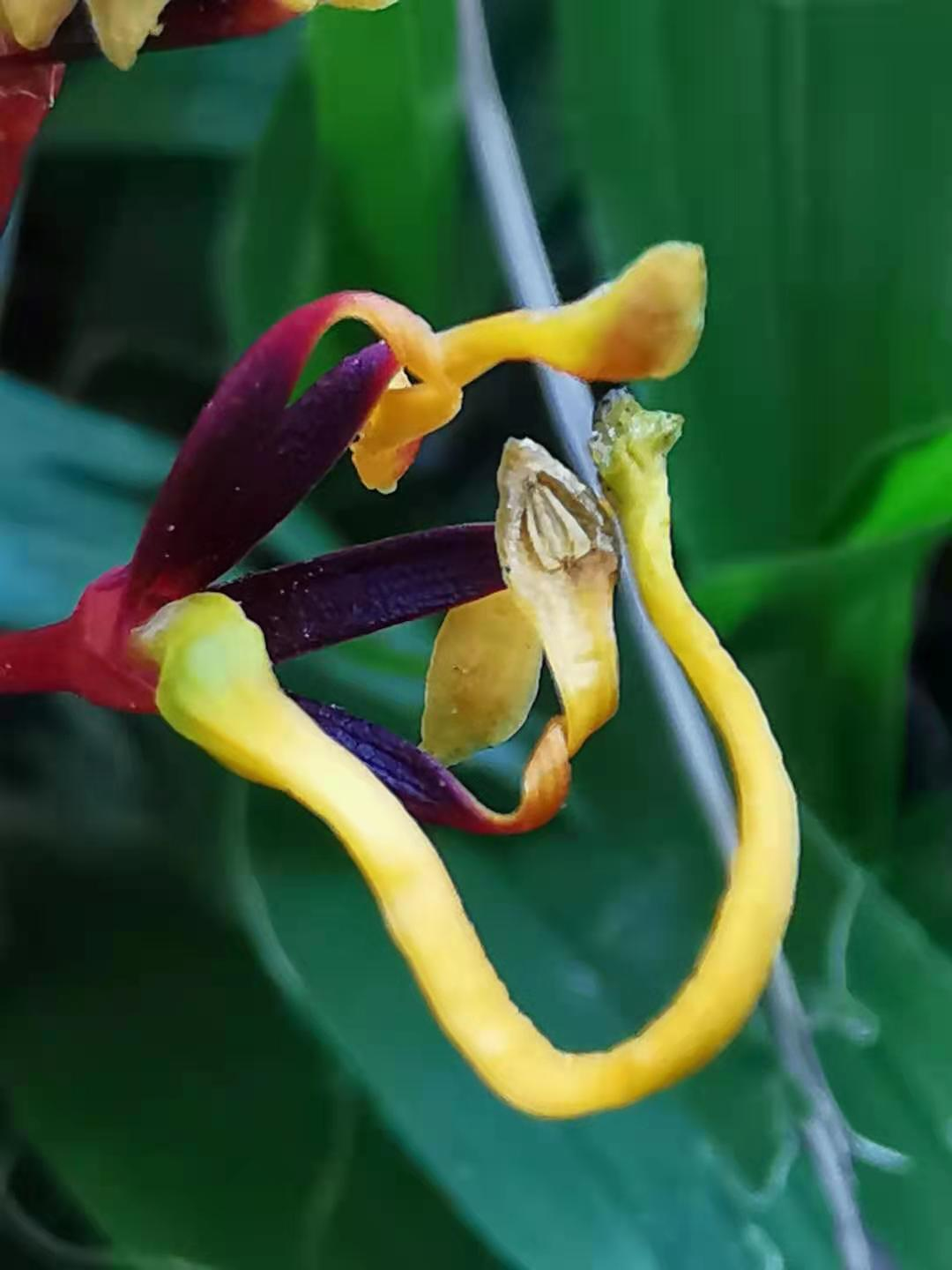

Trải bàn hay còn gọi ngân hoa (danh pháp khoa học: Grevillea robusta) là một loài thực vật có hoa trong họ Quắn hoa. Loài này được A.Cunn. ex R.Br. miêu tả khoa học đầu tiên năm 1830.. Loài có nguồn gốc xuất xứ từ đảo Tasmania và Nouvelle-Calédonie, trong tiếng Việt cây có tên gọi trải bàn vì lá đẹp thường được dùng trang trí bàn khách.